# 李冠霖
李冠霖（Tommy Lee，1992年—），香港傳媒工作者、前香港有線電視新聞主播及編輯。
李冠霖畢業於香港中文大學及新亞書院，就學期間擔任新聞與傳播學院英語雜誌Varsity記者及編輯，曾訪問美沙酮使用者、報道香港空氣污染問題及油麻地書信檔等，並於有線新聞實習，擔任記者和主播。
2014年畢業後，他以主播身分全職效力收費電視頻道有線新聞台，主持24小時新聞台的各時段即時新聞報道。他主持過多宗突發事件現場直播，如2014年殉職香港消防隊目梁國基出殯、2015年俄羅斯衛國戰爭勝利70周年閱兵、2016年上海迪士尼樂園開幕和神舟十一號載人飛船升空，2017年美國總統特朗普第一次國會演說、南韓法院通過彈劾總統朴槿惠和北韓太陽節閱兵。他亦曾為有線財經資訊台外購節目《潮爆科學實驗室》配音。
自2016年初，李冠霖主要負責主持新聞節目《Cable早晨 》，報道香港天氣及與主播拍檔報道早上主要新聞。直到2017年6月2日的節目尾聲，李冠霖宣布離開駐守近4年的新聞直播室，向觀眾道別，並稱：「後會有期」。
及後李冠霖為有線新聞台跟進報道多項重要國際時事及突發新聞，如中美貿易戰、英國脫歐、2018年北海道地震、2019年斯里蘭卡連環爆炸及美國總統選舉，他亦有報道新聞通識，如反疫苗風氣的情況和影響及軟新聞。
此外，他亦校閱新聞稿件、編排新聞報道播出及統籌突發新聞直播，包括反對逃犯條例修訂草案運動及2019冠狀病毒病香港疫情記者會。他於2021年退下編輯崗位，從事教育工作。